# Стадион имени Хейно Липпа
Стадион имени Хейно Липпа (эст. Heino Lipu staadion) — легкоатлетический и футбольный стадион в городе Йыхви. Единственный в Эстонии легкоатлетический стадион, названный в честь конкретного человека. До июля 2028 года присвоен 2 класс по системе сертификации «Международной ассоциации легкоатлетических федераций». С 2024 года стадион является домашней ареной для футбольного клуба «Феникс», выступающего в Первой Лиге Б Эстонии.

## История

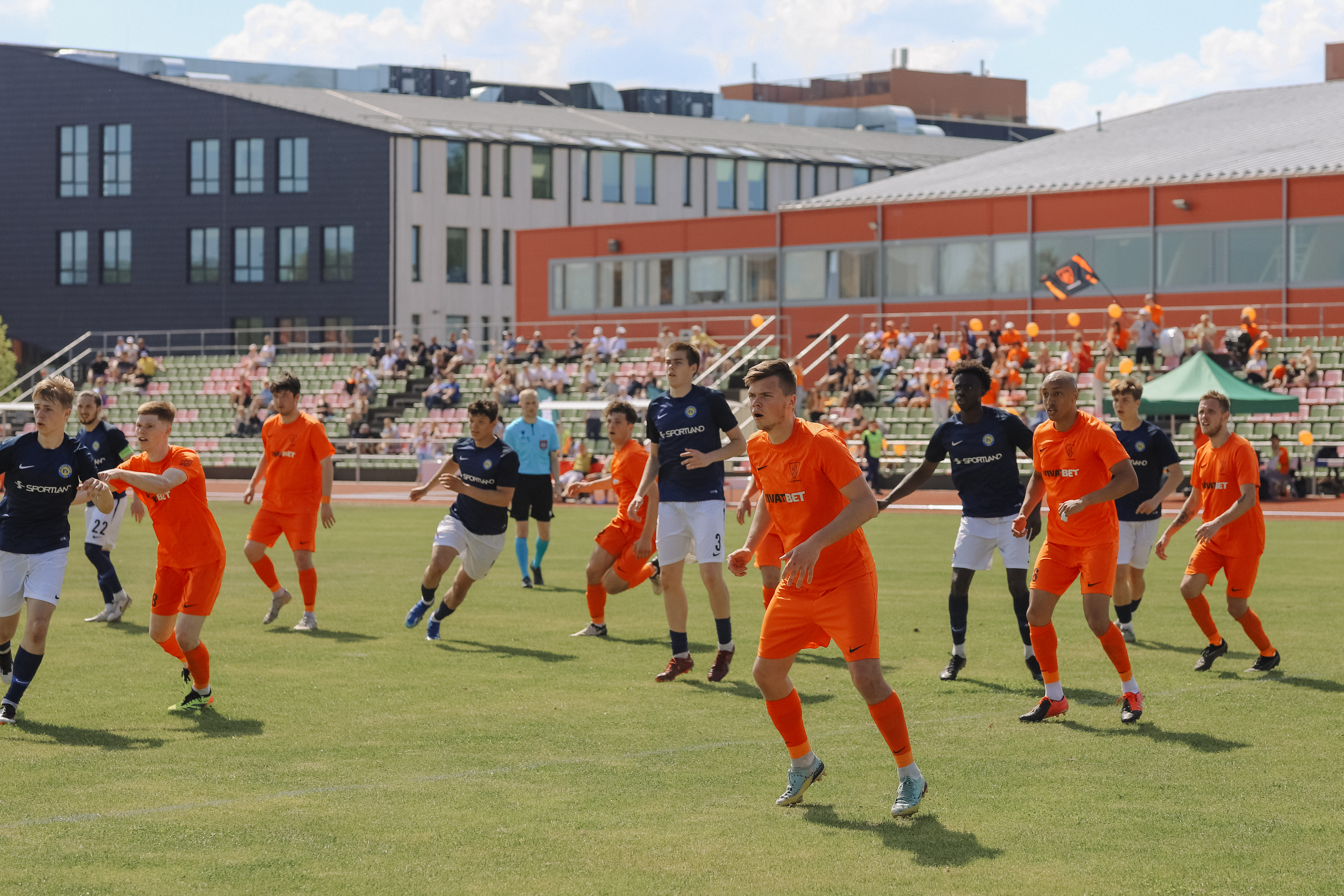
Феникс против Нарва Транс У21 (2024 год)

Стадион был построен в 1970 году возле нынешней эстонской основной школы и государственной гимназии. Реконструкция стадиона началась в 2020 году. В феврале 2022 года стадиону присвоили имя именитого эстонского спортсмена Хейно Липпа. 21 июня 2022 года состоялось официальное открытие стадиона имени Хейно Липпа, на котором выступили Кристьян Чех и Юлия Левченко. На тот момент спортивный объект стал первым полноразмерным легкоатлетическим стадионом, появившимся в Ида-Вирумаа после восстановления независимости Эстонии. В этом же году начали проводить мемориал Хейно Липпа, который с 2023 года входит во всемирную серию соревнований «World Athletics Continental Tour». Участие в соревнованиях приняли спортсмены из 24 стран. В 2024 году в соревнованиях прияли участие спортсмены из 32 стран, а почетными гостями были: двукратный олимпийский чемпион и чемпион мира Виргилиюс Алекна, олимпийский чемпион и чемпион мира Герд Кантер и бронзовый призёр Олимпийских игр и чемпионата Европы Александр Таммерт.
С 2024 года Йыхвиская футбольная команда «Феникс» домашние игры принимает на стадионе имени Хейно Липпа, первой официальной игрой стало Ида-Вирумааское дерби «Феникс» против «Нарва Транс У21». 8 июня на стадионе собралось 89 групп и 1203 танцора под руководством 45 опытных наставников из Ида-Вирумаа и Ляэне-Вирумаа на Вирумааский праздник танца. 14 июля на большом экране транслировали финал чемпионата Европы по футболу 2024 года.

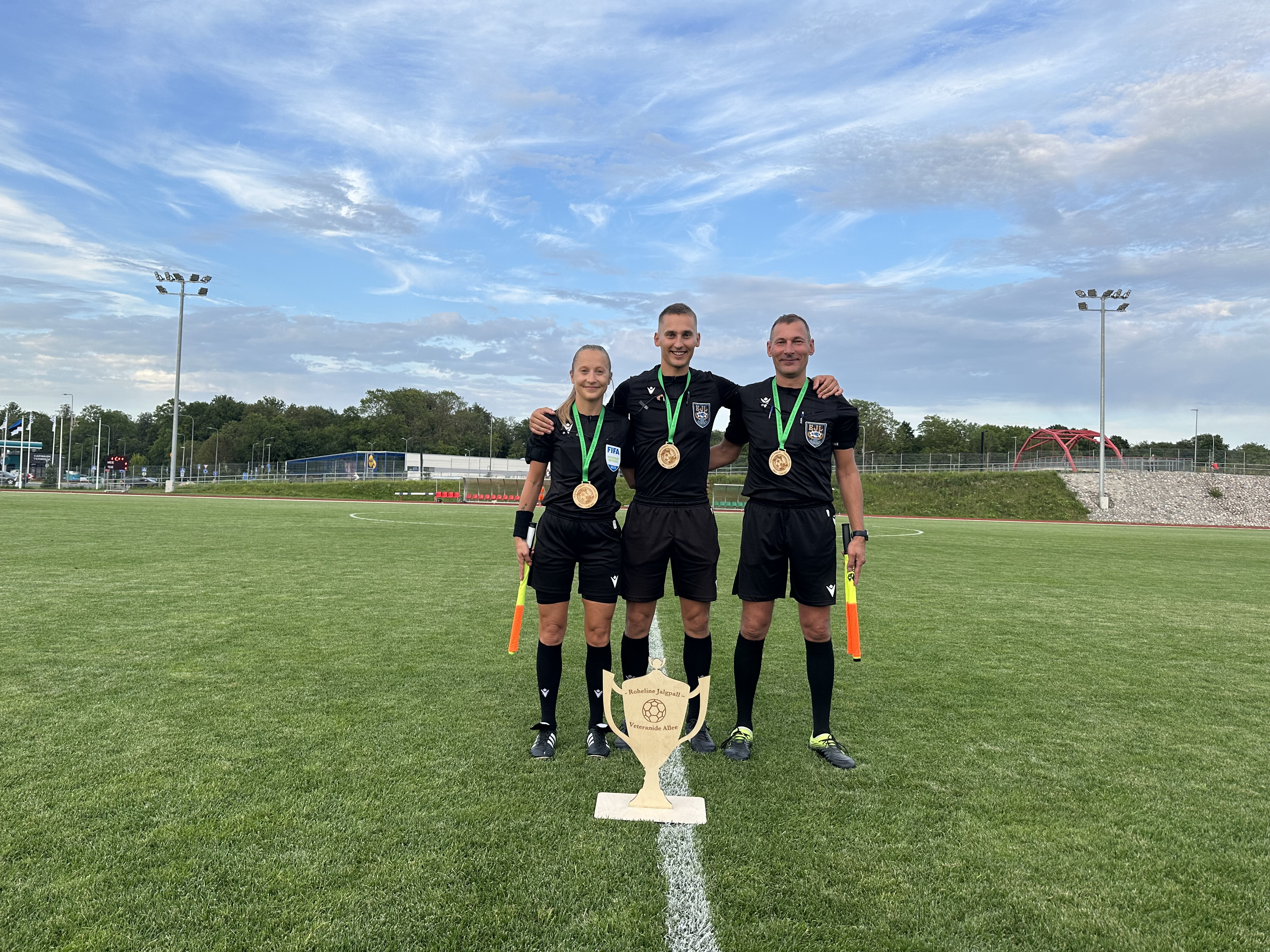
Семья судей: Рауль, Кевин и Каролин Кайвоя

21 июня 2025 года на легкоатлетических соревнованиях в Йыхви приняли участие спортсмены из 38 стран, а прямая трансляция велась на государственном канале ERR. 15 августа в рамках проекта «Зеленый футбол — аллея ветеранов» на стадионе состоялся футбольный матч, в котором сборная легенд Эстонии под руководством Айвара Похлака играла против команды ветеранов Ида-Вирумаа. Судьями была известная семья Кайвоя: Рауль, Каролин и Кевин. Состав сборной легенд Эстонии: Константин Васильев, Марко Кристал, Дмитрий Круглов, Александр Дмитриев, Владимир Воскобойников, Янно Кальювеэ, Игорь Морозов, Марко Лелов, Маркус Юргенсон, Даниил Савицкий, Энар Яэгер. За игрой на трибуне смотрело около 1000 болельщиков и победу одержали ветераны сборной Эстонии.

## Памятник Хейно Липпа
В июле 2024 года НКО «Фонд Хейно Липпа» выступило с предложением перенести памятник Хейно Липпа, открытый в 2022 году, из парка мызы Майдла на стадион в Йыхви. Памятник изначально планировали перевезти осенью или весной 2025 года. Скульптор Айвар Симсон также одобрил эту идею.
19 мая 2025 года скульптуру перевезли в Йыхви, а торжественное открытие состоялось 22 мая.